# Линия 1 (Метрополитен Мехико)
Линия 1 — первая линия метрополитена Мехико. На карте метрополитена окрашена в розовый цвет.

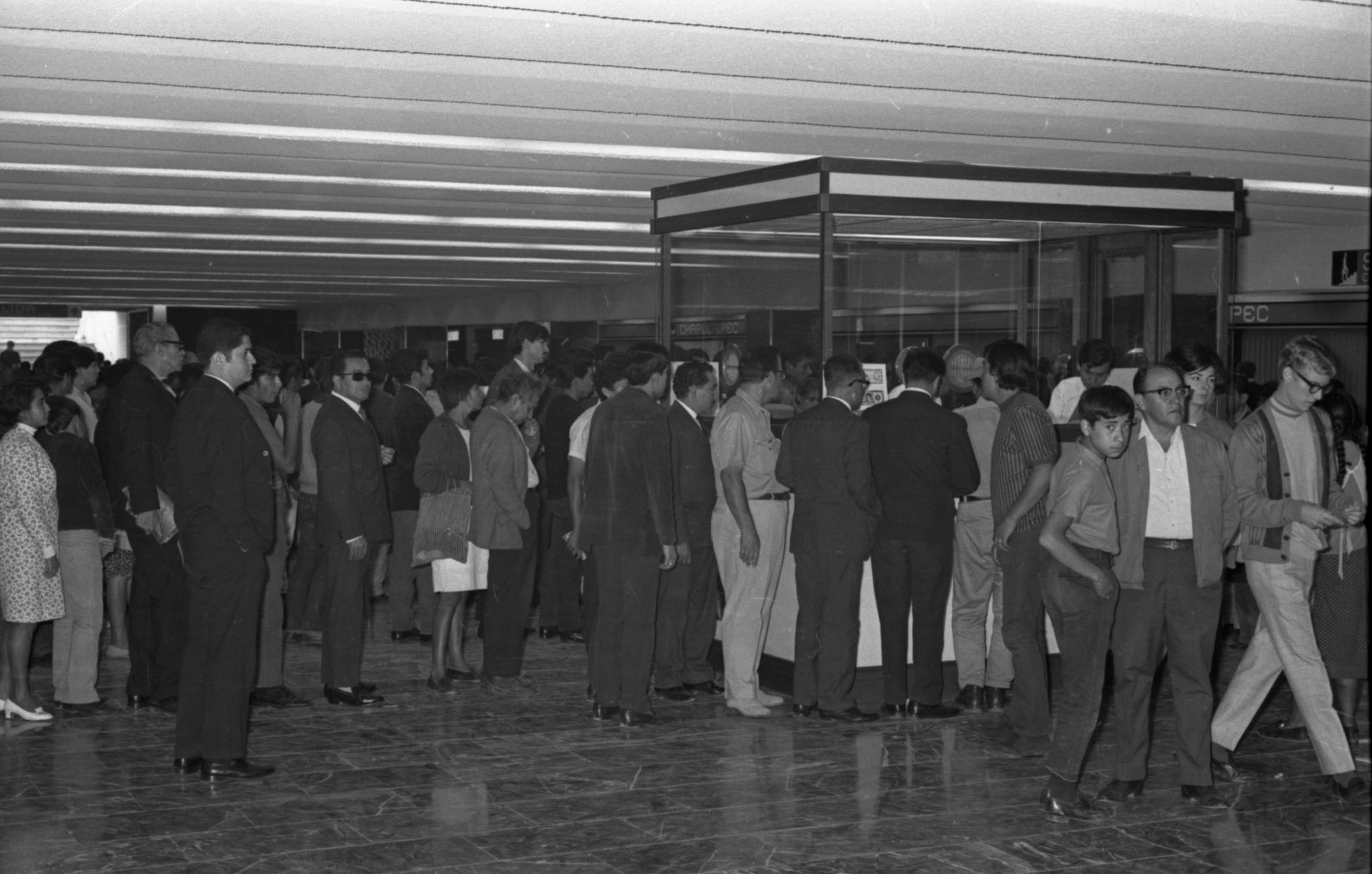
Люди покупают билеты в первый день работы линии, 5 сентября 1969 года.

## Хронология пусков
| Участок                       | Дата пуска      |
| ----------------------------- | --------------- |
| «Chapultepec» — «Zaragoza»    | 4 сентября 1969 |
| «Chapultepec» — «Juanacatlán» | 11 апреля 1970  |
| «Juanacatlán» — «Tacubaya»    | 20 ноября 1970  |
| «Tacubaya» — «Observatorio»   | 10 июня 1971    |
| «Zaragoza» — «Pantitlán»      | 22 августа 1984 |

## Карта и станции

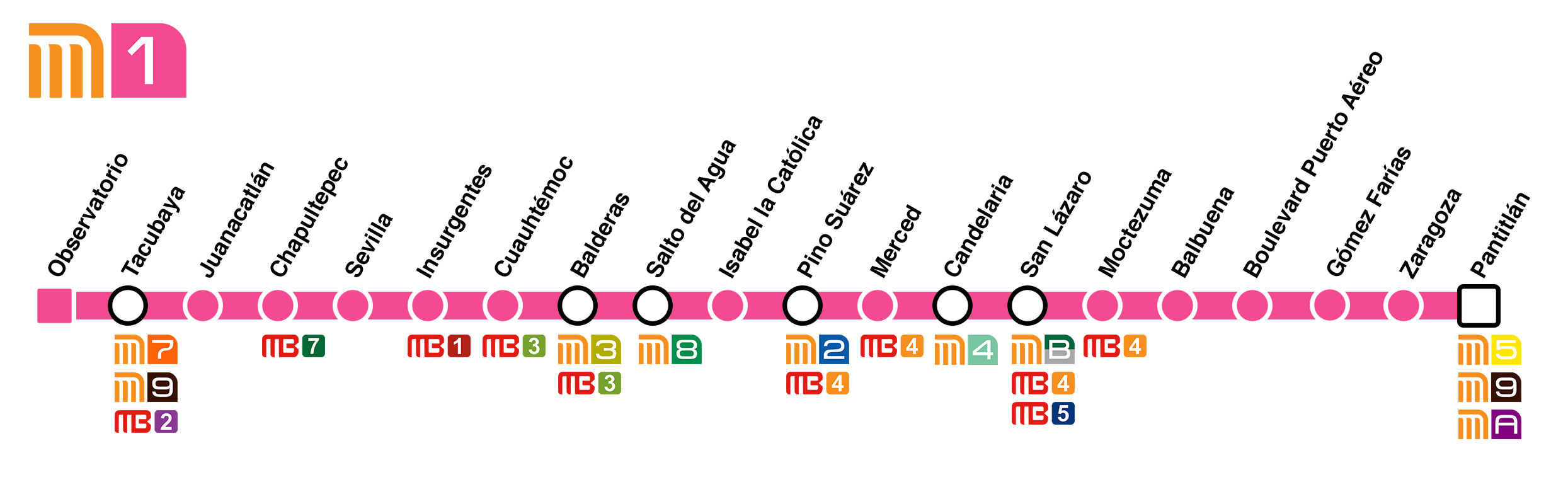
Схема линии 1 метрополитена Мехико

| №  | Русское название      | Испанское название     | Пересадки | Дата открытия   | Район               |
| -- | --------------------- | ---------------------- | --------- | --------------- | ------------------- |
| 1  | Обсерваторио          | Observatorio           |           | 10 июня 1972    | Альваро Обрегон     |
| 2  | Такубая               | Tacubaya               |           | 20 ноября 1970  | Мигель Идальго      |
| 3  | Хуанакатлан           | Juanacatlán            |           | 11 апреля 1970  | Мигель Идальго      |
| 4  | Чапультепек           | Chapultepec            |           | 4 сентября 1969 | Куаутемок           |
| 5  | Севилья               | Sevilla                |           | 4 сентября 1969 | Куаутемок           |
| 6  | Инсурхентес           | Insurgentes            |           | 4 сентября 1969 | Куаутемок           |
| 7  | Куаутемок             | Cuauhtémoc             |           | 4 сентября 1969 | Куаутемок           |
| 8  | Бальдерас             | Balderas               |           | 4 сентября 1969 | Куаутемок           |
| 9  | Сальто дель Агуа      | Salto del Agua         |           | 4 сентября 1969 | Куаутемок           |
| 10 | Исабель ла Католика   | Isabel la Católica     |           | 4 сентября 1969 | Куаутемок           |
| 11 | Пино Суарес           | Pino Suárez            |           | 4 сентября 1969 | Куаутемок           |
| 12 | Мерсед                | Merced                 |           | 4 сентября 1969 | Венустиано Карранса |
| 13 | Канделария            | Candelaria             |           | 4 сентября 1969 | Венустиано Карранса |
| 14 | Сан Ласаро            | San Lázaro             |           | 4 сентября 1969 | Венустиано Карранса |
| 15 | Моктесума             | Moctezuma              |           | 4 сентября 1969 | Венустиано Карранса |
| 16 | Бальбуэна             | Balbuena               |           | 4 сентября 1969 | Венустиано Карранса |
| 17 | Булевард Пуэрто Аэрео | Boulevard Puerto Aéreo |           | 4 сентября 1969 | Венустиано Карранса |
| 18 | Гомес Фариас          | Gómez Farías           |           | 4 сентября 1969 | Венустиано Карранса |
| 19 | Сарагоса              | Zaragoza               |           | 4 сентября 1969 | Венустиано Карранса |
| 20 | Пантитлан             | Pantitlán              |           | 22 августа 1984 | Венустиано Карранса |